# Carlos Asensio Cabanillas
Carlos Asensio Cabanillas (Madrid, 14 de noviembre de 1896-Madrid, 28 de abril de 1970) fue un militar español, conocido por su participación durante la Guerra civil española y, posteriormente, por su papel durante la Dictadura franquista. 
Veterano de las campañas de África, donde tuvo una actuación destacada y recibió varios ascensos por méritos de guerra, en julio de 1936 participó en la sublevación militar contra el gobierno de la II República que dio origen a la Guerra civil. Durante la contienda tuvo un destacado protagonismo, liderando una de las columnas que avanzó desde Sevilla por Extremadura y el valle del Tajo hasta alcanzar Madrid. Tras la instauración de la Dictadura franquista ocuparía importantes puestos, como Alto comisario de España en Marruecos, ministro del Ejército, jefe del Estado Mayor, jefe de la Casa militar de Franco o procurador en las Cortes franquistas. Llegó a alcanzar el grado de teniente general.

## Biografía

### Formación militar y guerra del Rif
Nacido el 14 de noviembre de 1896, con 15 años se incorporó a la Academia de Infantería, siendo posteriormente destinado al Ejército de África —por petición propia—. Allí combatió las rebeliones rifeñas al mando de un batallón de Regulares y fue nombrado comandante en jefe de las Fuerzas Regulares Indígenas de Melilla. Resultó herido en dos ocasiones por acciones de guerra, ascendiendo al rango de comandante. En 1935 se diplomó en Estado Mayor, en la Escuela Superior de Guerra de Madrid

### Guerra civil española
En julio de 1936 ostentaba el rango de teniente coronel y se encontraba destinado en el protectorado español de Marruecos. Cuando se produjo el Golpe de Estado contra la República, Asensio Cabanillas y el coronel Sáenz de Buruaga aseguraron fácilmente el dominio de Tetuán para los rebeldes. El 2 de agosto fue enviado un tabor de regulares bajo su mando a Extremadura, que sumado a las unidades de Antonio Castejón y Heliodoro Rolando de Tella enviadas en los días sucesivos conformarían la llamada «Columna Madrid», puesta bajo mando de Juan Yagüe. En el primer mes de la guerra la columna realizó extraordinarios avances desde Sevilla a Madrid, y tomó al asalto las ciudades de Badajoz, Toledo y Talavera, donde sus unidades se destacaron por su especial sadismo, continuadas de una brutal represión que tuvo su punto culminante con la masacre de Badajoz, donde se ejecutó a un número de personas elevado por el historiador Francisco Espinosa Maestre a una cifra alrededor de 4000, y que, según una tipología actual, podría llegar a considerarse un «crimen contra la humanidad». Según detalla el historiador Paul Preston en El holocausto español durante la toma de Almendralejo:

"...De acuerdo con los informes de la prensa, más de mil personas (de ellas 100 mujeres) fueron fusiladas en esta localidad maldita. Antes de los fusilamientos, a muchas mujeres las violaron y a otras les raparon la cabeza y les obligaron a beber aceite de ricino. A los hombres les daban a elegir: a Rusia o a la Legión. Rusia significaba ejecución"...

Asensio acabaría siendo ministro del Ejército y jefe de la Casa Militar de Franco, del que era amigo personal según Preston. Su sangriento avance hacia la Ciudad Universitaria, durante la Batalla de Madrid, marcó el mayor avance del Bando sublevado hacia la ciudad hasta el final de la guerra en lo que será batalla de la Ciudad Universitaria de Madrid. Ya como coronel y durante la Batalla del Jarama, su columna encabezó el ataque al otro lado del río, pero se estancó ante la resistencia de las Brigadas Internacionales.
Posteriormente sería nombrado comandante de la 12.ª División, unidad con la que tuvo una destacada intervención durante la batalla de Brunete y, más adelante, durante la Ofensiva de Cataluña; su división capturó Tarragona en enero de 1939. Hacia el final de la contienda ostentaba el rango de general de brigada.

### Dictadura franquista
Después de la guerra ocuparía importantes puestos militares o políticos: Alto Comisario de España en Marruecos (1939-1941), jefe del Estado Mayor Central del Ejército (1941-1942), ministro del Ejército (1942-1945), jefe del Alto Estado Mayor (1955-1958), capitán general de Baleares, jefe de la Casa Militar de Franco y procurador de las Cortes franquistas, además de condecorarle con la Medalla Militar Individual.
Durante su mandato como alto comisario y coincidiendo con la Segunda Guerra Mundial, tuvo lugar la ocupación española de la Zona Internacional de Tánger. «Germanófilo convencido», fue miembro de la junta directiva de la Asociación Hispano-Germana, que buscaba aproximar la «cultura, tecnología y economía» de ambos países. Sin embargo, aceptó sobornos del Reino Unido a cambio de influir sobre Franco para evitar que España combatiera en la Segunda Guerra Mundial al lado de la Alemania nazi.
En el contexto de la reforma ministerial producida con la crisis de agosto de 1942 y la salida en septiembre de Serrano Suñer del gobierno, sustituiría a José Enrique Varela como ministro del Ejército, cargo que desempeñaría hasta 1945. Cuando en noviembre de ese año se produjo el desembarco aliado en el norte de África, Asensio fue uno de los ministros —junto a José Antonio Girón de Velasco y José Luis Arrese— que manifestaron que aquel era el momento para que España entrase en guerra. Esto provocó un fuerte debate en el seno del gobierno franquista y, a pesar de las fuertes disensiones internas que se produjeron, finalmente no se produjo ninguna entrada en guerra. Enfrentado a la posibilidad de una invasión exterior, Asensio emprendió una serie de reformas en las fuerzas de tierra, como la construcción de la línea «Gutiérrez» en los Pirineos o la creación de la IX Región Militar y de la División Acorazada Brunete. En el Marruecos español se reforzaron las unidades que guarnecían el territorio, lo que incluyó el traslado al norte de África de la 41.ª División, así como de fuerzas de regulares y legionarios. Los cambios emprendidos por Asensio, sin embargo, no supusieron una mejora de las capacidades del Ejército franquista, que continuaba estando equipado con un material obsoleto y muy desgastado.
En julio de 1945 cesó como ministro, pasando a ejercer como director de la Escuela Superior del Ejército.
Falleció en abril de 1970 en su vivienda del número 74 de la calle de Blasco de Garay, Madrid.

## Imputación en la causa contra el franquismo
Fue uno de los treinta y cinco altos cargos del franquismo imputado por la Audiencia Nacional en el sumario instruido por Baltasar Garzón, por los delitos de detención ilegal y crímenes contra la humanidad cometidos durante la Guerra civil española y en los primeros años del régimen, y que no fue procesado al comprobarse su fallecimiento.

## Condecoraciones
- Gran Cruz de la Orden de Isabel la Católica (1941)[25]
- Gran Cruz (con distintivo blanco) del Mérito Naval (1943)[26]
- Gran Cruz de la Real y Militar Orden de San Hermenegildo (1944)[27]
- Medalla al Mérito Social Penitenciario (1944)[28]
- Gran Cruz de la Orden de Carlos III (1945)[29]
- Gran Cruz (con distintivo blanco) de la Orden del Mérito Militar (1947)[30]
- Insignia de Oficial de la Orden de África (1951)[31]
- Gran Cruz del Mérito Aeronáutico (1954)[32]
- Gran Cruz de la Orden de Cisneros (1956)[33][34]
- Gran Cruz de la Orden Imperial del Yugo y las Flechas (1968)[35]